# Litzy
Litzy Vanya Domínguez Balderas (Ciudad de México, 27 de octubre de 1982), conocida profesionalmente como Litzy, es una actriz y cantante mexicana.

## Biografía
Litzy Vanya Domínguez Balderas es una cantante y actriz mexicana, nació en la Ciudad de México el 27 de octubre de 1982. Su paso por el mundo del espectáculo comenzaría a finales de 1993, cuando, por convencimiento de Paty Sirvent, su amiga y compañera de estudios, integra lo que meses después sería el grupo "Jeans". Ambas integraron el grupo junto con Angie y Tabatha Vizuet, estas dos últimas amigas de Sirvent.

## Carrera musical
La joven capitalina formó parte de la primera alineación de este grupo juvenil llamado Jeans, con el cual grabó el primer álbum llamado Simplemente Jeans (en 1995), con el cual lograron tener múltiples reconocimientos y ventas espectaculares en México y Latinoamérica. De este disco se desprendieron los temas "Pepe", "Me pongo mis jeans" y "Nueva generación", entre otros.
Debido a que el padre de Litzy no estaba de acuerdo con la forma en la cual se manejaba el grupo por parte del padre de Paty (Alejandro Sirvent) Litzy salió  de la agrupación en noviembre de 1995. Tanto para sus seguidores, como para el resto de las integrantes del grupo, esta fue una sorpresiva noticia que empañaría los logros hechos por el grupo juvenil, y convirtiéndola en la segunda exintegrante del grupo (considerando como la primera exintegrante a Bianca Carrasco, aunque esta última nunca firmó contrato con el grupo). 
Un año después de salir de la agrupación, Litzy se lanza como solista, y graba en 1996 su primer álbum en solitario llamado Transparente, bajo la producción de Eduardo Posada, mismo que marcaría un parteaguas en su carrera.
A tan sólo seis meses de su lanzamiento oficial, este álbum logra ventas de más de 200,000 unidades tanto en México como en Latinoamérica, además de que la canción sencillo "No te extraño" competiría fuertemente en los rankings musicales de Europa frente a los máximos exponentes locales del género conocido como "Eurodance". Además de que este mismo tema formaría parte de la banda sonora de la película mexicana Sexo, pudor y lágrimas.
El éxito se complementó con el lanzamiento del segundo tema "Quisiera ser mayor", una balada que habla de lo difícil que es enamorarse de alguien mayor a tan temprana edad. Esta canción es original de Raúl Ornelas y Luis Carlos Monroy, quienes integran el famoso grupo Tres de Copas.
Después del éxito de Transparente, un año después graba el álbum Más Transparente, con remixes el cual, al igual que el anterior se convertiría en éxito de ventas.
De este álbum, se desprenden los temas "No hay palabras", "Yo vivo por ti" y "Espejismo", de los cuales solo el primero sonó poco en las radios mientras que los demás pasaron sin pena ni gloria.
Tardó bastante tiempo en volver a lanzar un disco, en 2004, lanza su tercera producción como solista, llamada La Rosa, del cual no obtuvo el éxito esperado, debido a que pertenece al género Grupero por lo que solo salió a la venta en Estados Unidos.
Después de casi 20 años de su salida de la agrupación, participa en el disco del reencuentro de Jeans 2015 (Angie, Karla, Regina, Melissa) llamado Dèjá Vu en el cual interpreta con ellas el primer éxito del grupo "Pepe", canción originalmente cantada por ella. Es gracias a este reencuentro que Litzy regresa a los escenarios acompañando a la agrupación en algunos conciertos de su gira por la República Mexicana, incluidos tres conciertos realizados en el Auditorio Nacional conmemorando los 20 años del grupo.
En 2017 participa en la gira 90's Pop Tour, que reúne a diversos artistas del género pop en la década de los 90 y principios de los 2000. En esta gira, Litzy interpreta algunos temas como solista y otros más con sus excompañeras de Jeans y con los demás artistas en escena.

## Carrera actoral
A la par de su exitosa carrera como cantante, Litzy también ha destacado en la actuación. Su primera oportunidad se da en noviembre de 1999, cuando forma parte de la telenovela juvenil DKDA: Sueños de juventud, producida por Televisa, logrando constituir así, uno de los personajes más exitosos de dicha telenovela. Varios meses después, abandona las grabaciones debido a problemas de salud, específicamente por influenza, que contrajo en un viaje promocional de su disco a España, por el cual su reemplazo es Andrea Torre.
En la telenovela Carita de ángel realiza una participación especial en el último episodio, cantando en la primera comunión de la pequeña Dulce María.
A principios de 2001, la intérprete formó parte de la banda sonora de la película Serafín. Los temas que interpretó en esta banda sonora fueron "Ángel Escondido" y "Mientras vivas". Cabe señalar que esta fue la versión en cine de la telenovela del mismo nombre.
Nuevamente, la joven probó suerte en la actuación, ahora como protagonista estelar del proyecto de la cadena Telemundo, la telenovela Daniela, donde interpreta a una joven que quiere ser bailarina y que por circunstancias ajenas a su destino, emigra hacía un mundo de contrariedades y desventuras. En esta novela comparte créditos con Osvaldo Benavides y Rodrigo de la Rosa. “Sobreviviré”, banda sonora de la telenovela también fue cantada por ella.
También la actriz participó en teatro. En septiembre de 2003, entró para suplir a Lucero, en el protagónico de la obra teatral: Regina, un musical para una nación que despierta, interpretando a una joven con una historia muy especial.
En abril de 2005 con la telenovela de Telemundo, Amarte así, Frijolito, interpretando a "Margarita", una humilde cantante de mariachi que, aunque la adversidad la ha tratado de cegar, ella no logra derrotarse. Además Litzy interpretará el tema principal de la telenovela, lo que aumentará su exposición en el mercado latino de EE. UU. Amarte así es un éxito mundial, que le ha dado fanes desde Marruecos hasta Holanda y de regreso al continente americano.
La actriz protagonizó Pecadora una telenovela hecha por Venevisión. Las locaciones fueron en Miami, donde compartió set con Eduardo Capetillo, Marjorie de Sousa, etc. La novela es transmitida en México por Cadena 3, Colombia por Caracol Televisión, Estados Unidos por Univisión y Ecuador.
A partir del día lunes 19 de abril de 2010 Litzy protagoniza la telenovela Quiéreme tonto en la que interpreta a Julieta Dorelli quien vive un divertido romance a lado de Guillermo Romeo Yahir, la telenovela juvenil con toques de comedia representa su regreso a las pantallas mexicanas, acompañada de un elenco internacional y de la mano de la cadena TV Azteca.
En 2011, Litzy protagoniza la telenovela estadounidense Una maid en Manhattan en la que interpreta a Marisa Luján, una mujer nacida en Michoacán, México, consigue trabajo como "maid" en un hotel de Manhattan, se enamora de una figura importante estadounidense; el hijo del senador Parker. Es una producción de Telemundo (Miami).
La actriz coprotagoniza en 2014 la teleserie Señora Acero en la que interpreta a Aracely Paniagua, dicho proyecto lo abandonada en el año 2018 para integrarse a la telenovela Al otro lado del muro.
En 2023 vuelve a las teleseries con Pacto de silencio, esta vez para Netflix, un año después forma parte del elenco de La mujer de mi vida de Telemundo.
En 2024 es confirmada como la protagonista de la telenovela Cautiva por amor, misma que se estrenó en 2025.

### Reality Shows
En junio de 2004, Litzy se unió a los catorce participantes que formaron parte del Reality de Telemundo, Protagonistas de la fama VIP. Ella fue puesta a prueba una vez más en la emisión. Después de 11 extenuantes semanas, Litzy resultó ser la elegida por el público como ganadora.
En 2007, la cantante volvió a México para hacer una de las participantes del concurso de Televisión Azteca, Disco de oro conducido por José Luis Rodríguez "El Puma" y María Inés Guerra, en donde compitió con su canto al lado de otros talentosos artistas como Beatriz Adriana, Rosenda Bernal, Manoella Torres, Karina, Los Hermanos Carrión, Ángel López (exvocalista de Son by Four), Nicho Hinojosa, Amaury Gutiérrez, el grupo MDO, Claudio Bermúdez, Charlie Massó, quienes son varios de los intérpretes que buscaron en este concurso volver a conquistar las listas y el público musical. La ganadora fue Beatriz Adriana, Litzy llegó a dos conciertos de la final, con lo que se despidió musicalmente de los escenarios.
El 30 de octubre de 2022 hizo una aparición en el programa ¿Quién es la máscara? detrás del personaje «Alfiletero», siendo eliminada en la primera ronda.
En 2024 participó en el programa de cocina MasterChef Celebrity, donde llegó hasta la etapa de la semifinal.

## Trayectoria

### Filmografía
| Cine                 | Cine                                  | Cine                                                 | Cine | Cine |
| Año                  | Título                                | Personaje                                            |      |      |
| -------------------- | ------------------------------------- | ---------------------------------------------------- | ---- | ---- |
| 2007                 | Subversión total                      |                                                      |      |      |
| 2009                 | Borderline                            | Ceci                                                 |      |      |
| 2025                 | Doble traición                        | Jeani / Karla                                        |      |      |
| Telenovelas y Series |                                       |                                                      |      |      |
| Año                  | Título                                | Personaje                                            |      |      |
| 1999-2000            | DKDA, sueños de juventud              | Laura Martínez                                       |      |      |
| 2001                 | Carita de ángel                       | Ella misma                                           |      |      |
| 2002                 | Daniela                               | Daniela Gamboa de Lavalle / Daniela Vogue de Lavalle |      |      |
| 2005                 | Amarte así, Frijolito                 | Margarita Lizárraga                                  |      |      |
| 2009-2010            | Pecadora                              | Luz María Mendoza                                    |      |      |
| 2010                 | Quiéreme tonto                        | Julieta Dorelli                                      |      |      |
| 2011-2012            | Una maid en Manhattan                 | Marisa Luján Villa / La Cenicienta de Queens         |      |      |
| 2014-2016            | Señora Acero                          | Aracely Paniagua González                            |      |      |
| 2017                 | Milagros de Navidad                   | Mónica Johnson                                       |      |      |
| 2018                 | Al otro lado del muro                 | Eliza Romero Rosales                                 |      |      |
| 2019                 | Decisiones: Unos ganan, otros pierden | Rocio Espinoza                                       |      |      |
| 2020-2021            | Manual para Galanes                   | Mariana                                              |      |      |
| 2021-2022            | ¿Quién mató a Sara?                   | Marifer                                              |      |      |
| 2023                 | Pacto de silencio                     | Sofía Estrada                                        |      |      |
| 2024                 | Mujeres asesinas                      | Hortencia                                            |      |      |
| 2024                 | La mujer de mi vida                   | Carmen Alonso                                        |      |      |
| 2025                 | Cautiva por amor                      | Jazmín Palacios / Iliana Pardo                       |      |      |
| Reality Shows        |                                       |                                                      |      |      |
| Año                  | Título                                | Personaje                                            |      |      |
| 2004                 | Protagonistas de la fama VIP          | Participante, Ganadora                               |      |      |
| 2007                 | Disco de oro                          | Participante                                         |      |      |
| 2022                 | ¿Quién es la máscara?                 | "Alfiletero"                                         |      |      |
| 2022                 | ¿Qué dicen los famosos?               | Participante                                         |      |      |
| 2024                 | MasterChef Celebrity                  | Participante                                         |      |      |

### Web
| Web  | Web         | Web        | Web                               | Web |
| Año  | Título      | Personaje  | Episodio                          |     |
| ---- | ----------- | ---------- | --------------------------------- | --- |
| 2014 | Secreteando | Ella misma | "Hace tiempo que debí contártelo" |     |

### Discografía
| 1998 | Transparente                           | EMI México               |
| 1999 | Más Transparente                       | EMI México               |
| 2004 | La Rosa                                | BMG Music                |
| 2017 | 90's Pop Tour (Varios artistas)        | Sony Music               |
| 2018 | 90s Pop Tour Vol 2 (Varios artistas)   | Sony Music               |
| 2019 | 90's Pop Tour, Vol.3 (Varios artistas) | Sony Music               |
| 2020 | Vuelta en U (álbum en vivo)            | Transparente Productions |

## Premios y nominaciones

### Premios TVyNovelas
Ha recibido disco de platino por su disco junto al grupo DKDA.
| Año  | Categoría               | Telenovela                       | Resultado |
| ---- | ----------------------- | -------------------------------- | --------- |
| 2000 | Mejor Debutante del año | DKDA, Sueños de magia y Juventud | Nominada  |

### Premios Tu Mundo
| Año  | Categoría                     | Telenovela                             | Resultado       |
| ---- | ----------------------------- | -------------------------------------- | --------------- |
| 2012 | Protagonista Favorita         | Una Maid en Manhattan                  | Nominada[5] [6] |
| 2012 | Mejor Pareja (Eugenio Siller) | Una Maid en Manhattan                  | Nominada        |
| 2012 | Mejor Canción de Telenovela   | (Amor sin Final) Una Maid en Manhattan | Nominada        |
| 2015 | Mejor actriz de Reparto       | Señora Acero                           | Nominada        |
| 2015 | Mejor Pareja (Rodrigo Guirao) | Señora Acero                           | Nominada        |

### Premios People en Español
| Año  | Categoría                     | Telenovela            | Resultado |
| ---- | ----------------------------- | --------------------- | --------- |
| 2012 | Mejor actriz                  | Una Maid en Manhattan | Nominada  |
| 2012 | Mejor Pareja (Eugenio Siller) | Una Maid en Manhattan | Nominada  |